# Тобі Ґард
Тобі Ґард (англ. Toby Gard; нар. 1972) — англійський дизайнер комп'ютерних персонажів, консультант, творець англійської археолога Лари Крофт, яку Книга рекордів Гіннесса назвала «найуспішнішою героїнею відеоігор».

## Життєпис
Спочатку працюючи на «Core Design», він розробляв відеогру Tomb Raider і створив для неї персонажа Лару Крофт у 1995 року. Його обов'язками були: будівлі та анімації більшості персонажів гри (включно з Лариними), анімація в грі катсцен, розкадрування FMV і керування дизайнерами рівнів. Компанія «Core Design» дала Ґарду творчий контроль над грою. Але в образі Лари у них думки розділилися, Core Design хотіли щоб рівень сексапільності Лари був більший, а Тобі мав своє бачення з іншими акцентами.. Його бачення Лари: «жіночий персонаж, героїня; ви знаєте, прохолодна, зібрана в управлінні, щось подібне» і що «у нього ніколи не було наміру створити якусь дівчину-зірку Tomb Raider».
Після виходу першої частини Tomb Raider Core Design зменшує вплив Тобі. Йому запропонували зайнятися портуванням Tomb Raider на Nintendo 64, або працювати над Tomb Raider II, але в баченні Core Design. Він не погодився на жоден з варіантів і тому в 1997 році Тобі Ґард залишає «Core Design». На той момент Tomb Raider уже став хітом.
Наприкінці 1997 року він заснував компанію Confounding Factor разом із ще одним розробником Полом Дугласом, який працював з Тобі Ґардом над Tomb Raider. Незабаром було повідомлено про початок роботи над відеогрою Galleon, яка вийшла у світ у 2004 році майже через 7 років після анонсу.
Після Galleon, Тобі Ґард був найнятий компанією Eidos (видавець і правовласник серій Tomb Raider) для роботи в Crystal Dynamics над перезапуском франшизи Tomb Raider, починаючи з Tomb Raider: Legend. Спочатку він був просто творчим консультантом, але з часом його долучили до створення гри, так він почав займатися візуальним редизайном Лари, спостерігати за створенням дизайну персонажів, став співавтором історії, розроблював і впроваджував елементи системи рухів, керував створенням ігрового відео.
Наступна гра серії, Tomb Raider: Anniversary, стала ремейком оригінальної Tomb Raider. Ця гра була спільно розроблена компаніями Crystal Dynamics і Buzz Monkey Software. Праця Тобі Ґард над Anniversary була обмежена консультаціями з історії, а також додаванням свого голосу до аудіо-коментарів, що ввійшли в гру.
У Tomb Raider: Underworld, робота Gard включала в себе спільне написання сюжету, керування напрямками: внутрішньоігрове відео, озвучення, захоплення руху, і також рекламною кампанією гри на європейському телебаченні. Тобі Ґард й Ерік Ліндстром отримали номінацію  «Найкращий сценарій у відеогрі" від WGA за їх роботу над Underworld.
У січні 2009 року Тобі Ґард розказав, що керує групую по ще неоголошеному проекті. Але згодом він залишив проектну групу, і почав працювати консультантом з комп'ютерних ігор Focal Point Games LLC.
Також він є автором інтернет-коміксу «Інший світ» (англ. Otherworld).
У 2014 році Тобі Ґард заснував нову студію під назвою Tangentlemen.

## Ігри
- BC Racers (1995)
- Tomb Raider (1996)
- Galleon (2004)
- Tomb Raider: Legend (2006)
- Tomb Raider: Anniversary (2007)
- Tomb Raider: Underworld (2008)

## Виноски
1. ↑  GI Icon: Lara Croft — GeekIllustrated
2. ↑  Lara Croft earns Guinness World Record — News at GameSpot. Архів оригіналу за 29 вересня 2007. Процитовано 3 березня 2016.
3. 1 2  confounding factor interview. Архів оригіналу за 25 березня 2006. Процитовано 3 березня 2016.
4. ↑  Gamasutra — Features — Interview with Toby Gard
5. ↑  2009 Videogame Nominees. Архів оригіналу за 18 липня 2009. Процитовано 3 березня 2016.
6. ↑  http://www.gamesindustry.biz/articles/2014-03-18-tomb-raider-call-of-duty-vets-form-new-studio